# Chiesa di San Giuseppe (Mykolaïv)
La chiesa di San Giuseppe è la principale chiesa cattolica di Mykolaïv, nella omonima Oblast' in Ucraina. Appartiene alla diocesi di Odessa-Sinferopoli, suffraganea dell'arcidiocesi di Leopoli e risale al XIX secolo.

## Storia

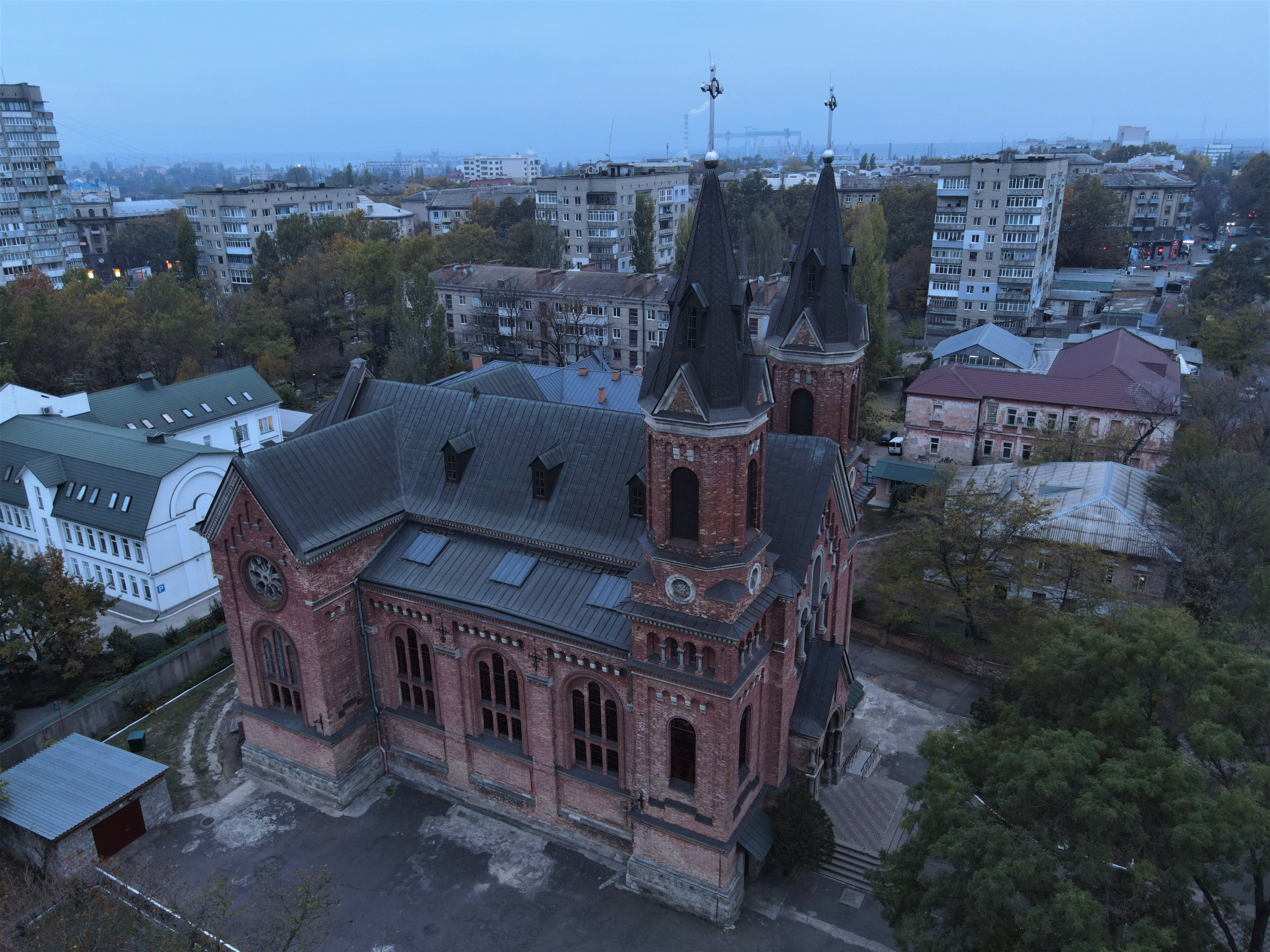
Immagine area della chiesa del 2020

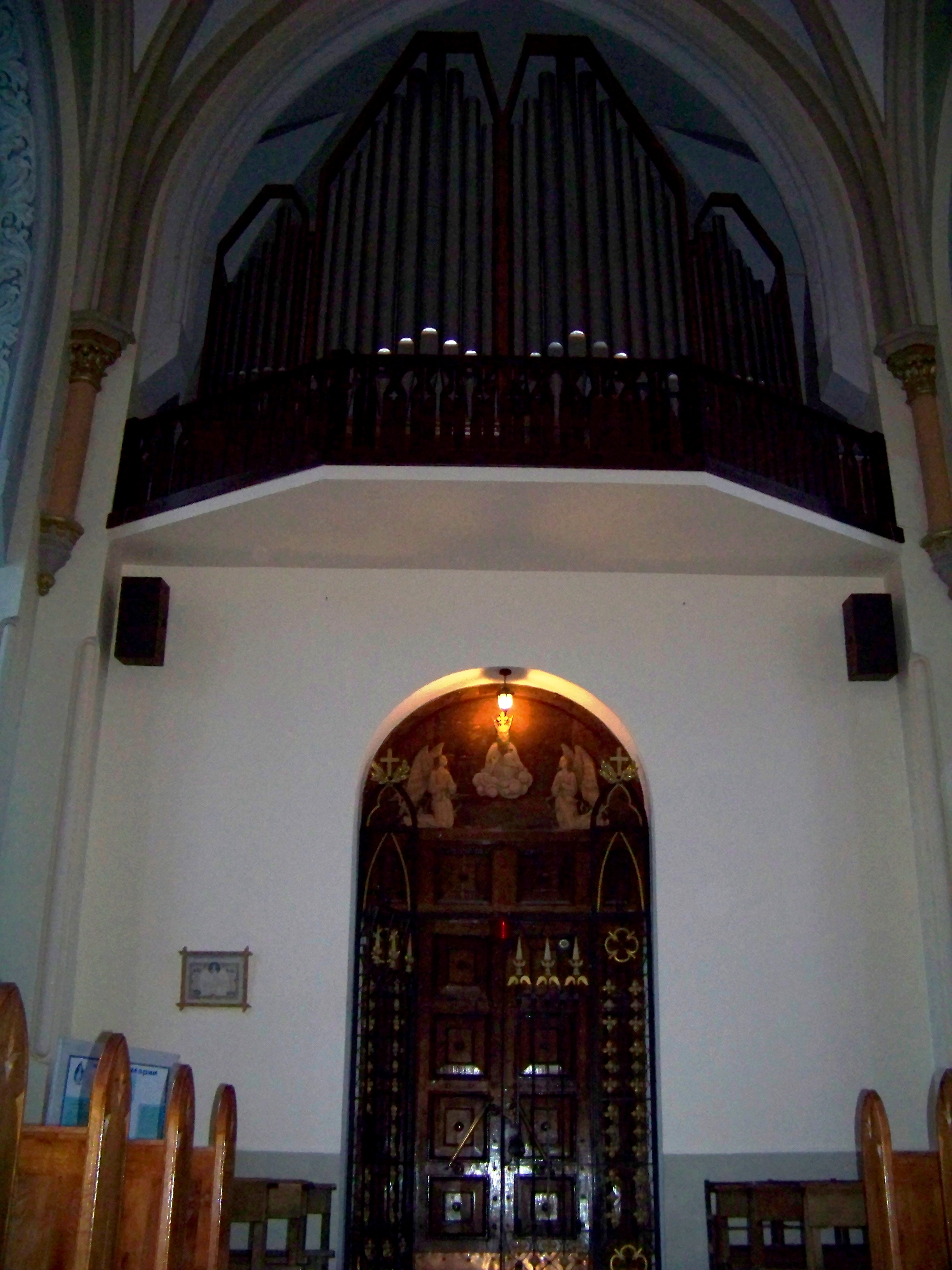
Organo a canne in controfacciata

Il primo luogo di culto cattolico a Mykolaïv venne edificato poco dopo la fondazione della città e la chiesa di San Giuseppe fu costruita tra il 1891 e il 1895 su progetto dell'architetto di Odessa Władysław Dąbrowski. Nella sala fu installato un organo a canne di fabbricazione tedesca. Nel periodo della presenza sovietica, quando esisteva la Repubblica Socialista Sovietica Ucraina, venne chiusa al culto e divenne spazio museale. Fu riaperta solo con la dissoluzione dell'Unione Sovietica del 1991. Nel 2005 venne installato un organo prodotto nel 1950, anche questo di origine tedesca.

## Descrizione
La facciata in stile gotico eclettico è in mattoni rossi a vista e presenta due torri campanarie. Il portale di accesso è con arco a tutto sesto compreso in una struttura leggermente sporgente con copertura a due spioventi come la parte centrale della facciata stessa. Tre grandi finestre strette e alte portano luce alla sala. Rappresenta un sito di interesse turistico regionale.